# Rabdomyolys
Rabdomyolys är en medicinsk term för att skelettmuskler och hjärtmuskeln faller sönder, vilket märks genom utfällning av proteinet myoglobin. Sjukdomen kännetecknas av massiv destruktion av muskelvävnad åtföljd av en kraftig ökning i CK-nivån.
Ordet kommer av grek. rabdomyo = randig muskel, lys = upplösning, dvs muskelsönderfall. 
Rabdomyolys ger akut njursvikt genom nekros i njurtubuli. Rabdomyolys är ett akut och potentiellt dödligt tillstånd.  Myoglobin är stora molekyler som proppar igen njurtubuli.

## Orsaker
Orsaken är skador och andra stora frakturer, långvarigt tryck på kroppen, exempelvis förlängt stillaliggande eller missbruk. Det är även en sällsynt biverkan av blodfettssänkande läkemedel, exempelvis statiner (Lipitor, Crestor, Pravachol med flera) samt av olika blodfettsänkande fibrater såsom (Lipanthyl, Bezalip, Lopid etc) och kolesterolabsorptionshämmaren Ezetrol. Risken för rabdomyolys ökar vanligtvis linjärt med högre dos läkemedel eller i kombination av olika läkemedel som t.ex. Statin och Fibrat. Även grav nedkylning, under 28 grader C, kan medföra rabdomyolys. Vidare förekommer det vid hypokalemi och hård fysisk träning.

## Behandling
Behandling är massiv infusion av vätska intravenöst under kontrollerade former för att på så sätt forcera (få ett högre flöde i) urinen och rädda njurarna. Vid svårare fall kan olika former av dialys krävas. Även intensivvård kan behövas.